# Епархия Бенгелы
Епархия Бенгелы (лат. Dioecesis Benguelensis) — епархия Римско-Католической церкви с центром в городе Бенгела, Ангола. Епархия Бенгелы входит в митрополию Уамбо. Кафедральным собором епархии Бенгелы является церковь Пресвятой Девы Марии Фатимской.

## История
6 июня 1970 года Римский папа Павел VI издал буллу «Omnimode solliciti», которой учредил епархия Бенгелы, выделив её из епархии Нова-Лисбоа (сегодня — Архиепархия Уамбо). В этот же день епархия Бенгелы вошла в митрополию Луанды.
3 февраля 1977 года епархия Бенгелы вошла в митрополию Уамбо.

## Ординарии архиепархии
- епископ Armando Amaral Dos Santos (6.06.1970 — 14.10.1973);
- епископ Oscar Lino Lopes Fernandes Braga (20.11.1974 — 18.02.2008);
- епископ Эудженио Даль Корсо P.S.D.P.[1] (18.02.2008 — 26.03.2018, в отставке);
- епископ António Francisco Jaca, S.V.D., (26 марта 2018 — по настоящее время).

## Источник
- Annuario Pontificio, Libreria Editrice Vaticana, Città del Vaticano, 2010, ISBN 88-209-7422-3
- Булла Omnimode solliciti (лат.)